# Annam
Annam (en vietnamita: An Nam, en chino, 安南; pinyin, Ānnán) es una región geográfica e histórica que consiste principalmente en la franja costera ubicada en el centro de Vietnam y al este de la península de Indochina, de aproximadamente 150 000 km². Esta llanura está recorrida por la cordillera de Annam, cuya máxima altura se encuentra en Ngoc Linh (2598 m).
Este nombre empezó a ser usado cuando la dinastía china Tang estableció un protectorado sobre parte del territorio que hoy forma Vietnam de 618 a 939, antes de la independencia de Đại Việt. Annam es la forma vietnamita del nombre chino Annan, que significa "Sur Pacificado", que es un diminutivo del nombre oficial de la entidad antes mencionada, el cual era "Protectorado General para Pacificar el Sur" (en chino, 安南都護府; pinyin, Ānnán Dūhùfǔ, en vietnamita: An Nam đô hộ phủ).
Annam fue uno de los seis grandes protectorados de este tipo creados por los Tang para administrar los territorios que estaban bajo su dominio sin integrarse directamente en China. Antes del establecimiento de este protectorado, la región era conocida como Jiaozhou (pinyin: Jiāozhōu) o Jiaozhi (en chino, 東京; pinyin, Dōngjīng, en vietnamita: Đông Kinh. Posteriormente, la palabra continuó siendo utilizada por los chinos para designar a Vietnam; los occidentales reanudaron su uso para designar a Vietnam en su conjunto.
Finalmente, el nombre se usó para designar al protectorado francés de Annam existente de 1883 a 1945, en el centro de la Indochina francesa, el norte de Vietnam se correspondía al protectorado francés de Tonkín y el sur a la colonia de Cochinchina. El término Vietnam según su uso moderno se impuso después de 1945. Por extensión, los miembros del grupo étnico vietnamita se llamaban annamitas. Para el pueblo de Vietnam, esta área se conoce como Bắc Kỳ (北區), significando el "Área Norte".

## Toponimia
Annam o Annan (en chino, 安南; pinyin, Ānnán; literalmente, ‘el sur pacificado’), de An (paz), y Nam o Nan (el sur), es el nombre dado a la región por los chinos de la dinastía Tang (618-907), cuando sometieron el reino de Nanyue, un país que se extendía al sur de lo que hoy es China y el norte de Vietnam. Después de la independencia (939), los emperadores vietnamitas dieron diferentes nombres a su país, y el nombre de Annam cayó en desuso hasta finales del siglo XIX.
En los escritos de Alexandre de Rhodes, Annam designaba a todo el país de Đại Việt, que incluía solo dos partes: Tonkín y Cochinchina, el norte y el sur en su tiempo, liderados por dos grupos rivales separados por el río Gianh, en Quảng Bình. Cuando el libro La glorieuse mort d'André, catéchiste de la Cochinchine apareció en París en 1653, los ejércitos vietnamitas, en su larga conquista del sur, solo llegaron a Nha Trang. Así, los franceses bautizaron administrativamente el centro del país como Annam, mientras que el antiguo nombre de Cochinchina pasó del centro a la parte ubicada más al sur.

## Geografía
Annam comprende una franja sinuosa de territorio que mide unos 1 300 km de longitud, con un área aproximada de 150 000 km². Tiene un suelo rico y bien regado que produce cultivos tropicales, y rico en minerales naturales.
El país consiste principalmente en una gama de mesetas y montañas boscosas, que corren de norte a sur y descienden en la costa a una estrecha franja de llanuras que varían 80 km de ancho. Las montañas están cortadas transversalmente por valles cortos y estrechos, a través de los cuales corren ríos, la mayoría de los cuales son secos en verano y torrenciales en invierno. El Song Ma y el Song Ca en el norte, y el Song Ba, Don Nai y Se Bang Khan en el sur, son los únicos ríos de cualquier tamaño en la región. El puerto principal es el que ofrece la bahía de Đà Nẵng en el centro de la costa. Al sur de este punto, la costa se curva hacia afuera y está rota por penínsulas e indentaciones; al norte es cóncava y limita en muchos lugares con dunas y lagunas.

## Historia

### Antes de los Tang
La primera conquista del territorio correspondiente a Annam por los chinos fue el realizado por Zhao Tuo. Al principio, Tuo fue un general chino al servicio de la dinastía Qin, que participó en la expedición que el Emperador Qin Shi Huang lanzó contra las tribus del pueblo Yue. Shi Huang murió en 210 a. C. y menos de cuatro años después de su muerte, la dinastía Qin colapsó y China se hundió en el caos y la guerra civil durante la guerra Chu-Han. En el año 206 a. C. Tuo aprovechó la situación para declarar su independencia y fundar el reino de Nanyue. Estableció su capital en Panyu, que actualmente corresponde a la ciudad de Guangzhou, y reinó sobre una región que abarca las provincias actuales de Guangdong y Guangxi. En una fecha desconocida, pero cerca de la fundación de Nanyue, Zhao Tuo anexó la región correspondiente al norte de Vietnam. Hizo de esta región una nueva provincia de su reino, la provincia de Jiaozhi.
Cuando terminó la guerra civil, la dinastía Han tomó el poder en China. El reino de Nanyue y la nueva dinastía coexistieron más o menos pacíficamente hasta el 111 a. C., cuando el emperador Han Wudi aprovechó una guerra de sucesión entre los descendientes de Zhao Tuo para enviar varios ejércitos para "restablecer el orden" a su vecino del sur. La provincia de Jiaozhi cayó bajo el control de China.
Durante el período de dominación china, el país fue sacudido regularmente por revueltas locales, siendo la más famosa la de las hermanas Trung, que marcó la brecha entre el primer y el segundo período de dominación china. Pero cada vez el poder central chino terminó reprimiendo estas rebeliones y recuperando el control de Jiaozhi. Durante el período de los Tres Reinos, que siguió a la caída de la dinastía Han, fue el reino de Wu el que tomó el control de la provincia hasta que Wu fue anexado por la dinastía Jin, que reunió brevemente a China. Después de la caída de la dinastía Jin occidental y la división de China entre varios reinos, fueron los Jin orientales quienes dominaron Jiaozhi, luego, después de su caída, las diferentes dinastías que controlaron el sur de China.
La situación cambió en 544, cuando el magistrado Lý Nam Đế dirigió una revuelta victoriosa contra la dinastía Liang, se proclamó a sí mismo "emperador de Nam Việt" y fundó la dinastía Lý anterior. Entonces, el país conoció un período de independencia que duró varias décadas y terminó en 602, cuando la dinastía Sui, que acababa de reunir a China, recuperó el control del país, que nuevamente se convirtió en la provincia de Jiaozhi. Fue el comienzo del tercer período de dominación china.

### Protectorado Tang

Mapa de los seis protectorados principales establecidos durante la dinastía Tang. El "Protectorado General para Pacificar el Sur" está indicado bajo el nombre de "Annan" (安南都护府).

La situación administrativa en la región cambió en 679, cuando la dinastía Tang, que tomó el poder en China a expensas de la dinastía Sui, reemplazó la provincia de Jiaozhi con un régimen de protectorado más estricto, el protectorado de Annam. La sede de la nueva entidad fue fijada en Tống Bình (宋平縣), que actualmente corresponde a la ciudad de Hanói. Este fortalecimiento de la supervisión china fue mal visto por las poblaciones locales y los Tang tuvieron que reprimir varias revueltas para afirmar su control sobre la región.
El protectorado de Annam pasó a llamarse protectorado de Zhennan en 757, antes de convertirse nuevamente en el protectorado de Annam en 760.
No fue hasta 939, 33 años después de la caída de la dinastía Tang, que Ngô Quyền logró expulsar a los chinos de Annam al derrotar a Liu Hongcao (劉弘操), el Príncipe y Almirante Comandante de la dinastía Han del Sur, durante la batalla de Bạch Đằng. Esta victoria le permitió fundar el reino de Đại Việt y convertirse en el primer emperador de la dinastía Ngô. Esta victoria marcó el final de la provincia china de Annam, todos los intentos sucesivos de anexión de Vietnam por parte de los diversos gobiernos chinos terminaron cada vez en fracaso, con la excepción de los Ming que lograron tomar brevemente el control del país durante el reinado de Yongle, entre 1407 y 1427.

### Periodo colonial

Bandera de la Annam francesa.

Tras la campaña de Tonkín, Francia, que ya había conquistado Cochinchina, garantizó su control sobre el resto del territorio vietnamita. El tratado de Hué de 1883 y el de 1884 convirtieron a Annam y Tonkín en dos protectorados separados. Por lo tanto, la palabra Annam ya no designaba a Vietnam como un todo sino a su parte central, llamada en vietnamita Trung Ky ("país central") o Trung Bo ("región central"). A medida que el protectorado de Tonkín evolucionó hacia una administración directa, la de Annam estaba sujeta a un régimen de administración más indirecto, aunque el emperador quedó relegado a funciones ceremoniales.
Junto con los reinos de Camboya y Laos, las tres regiones vietnamitas formaron la Indochina francesa. Sin embargo, hubo una extraña confusión: las autoridades francesas llamaron a todo el territorio de Vietnam con el mismo nombre: Annam. Por lo tanto, el nombre Annam significaba tanto Vietnam como su parte central, y el nombre "Annamita" significaba tanto habitante de Vietnam o de Annam, y el adjetivo "annamita" designaba todo lo relacionado con Vietnam o solo Annam. Los reinos de Camboya y Laos eran vasallos de facto y de jure del Imperio de Annam cuando llegaron los franceses del Segundo Imperio de Napoleón III.
El término Vietnam, según su uso moderno, se estableció en los círculos nacionalistas en la década de 1920, luego definitivamente después de 1945.